# Kleiner Silberameisenschlüpfer
Der Kleine Silberameisenschlüpfer, jetzt Schwarzkehl-Ameisenschlüpfer (Myrmotherula sunensis) zählt innerhalb der Familie der Ameisenvögel (Thamnophilidae) zur Gattung Myrmotherula.
Die Art kommt in Brasilien, Ecuador, Kolumbien und Peru vor.

Verbreitungsgebiet (grün) des Kleinen Silberameisenschlüpfers

Das Verbreitungsgebiet umfasst tropischen oder subtropischen feuchten Tieflandwald, Terra Firme, aber auch saisonal überflutete Flächen meist zwischen 200 und 500 m Höhe.
Der lateinische Artzusatz bezieht sich auf den Río Suno in Ecuador.

## Merkmale
Der Vogel ist 9 cm groß und hat einen kurzen, durchgehend schwarzen Schwanz, Kehle und Brust sind dunkel schwarz, ansonsten ist das Männchen grau mit dunkleren Flügeln, weißem Interskapularfleck, weißen Flecken auf den Flügeldecken. Das Weibchen ist ockerfarben ohne Markierungen auf den Deckflügeln, auf der Unterseite zimtfarben. Jungvögel ähneln den Weibchen, sind aber grauer auf der Unterseite und Kehle und Brust weisen noch kein oder nur kaum Schwarz auf.

## Geografische Variation
Es werden folgende Unterarten anerkannt:
- M. s. sunensis Chapman, 1925, Nominatform – Kolumbien und Ecuador
- M. s. yessupi Bond, J, 1950 – Peru und Brasilien

## Stimme
Der Gesang besteht aus 2 bis 5 langen dünnen Pfeiftönen. Die Art ist daran am besten zu erkennen.

## Lebensweise
Die Nahrung besteht vermutlich aus Insekten und Spinnen, die allein, in Paaren, oder in Familiengruppen im Unterholz, in Bodennähe oder knapp 1 m, meist zwischen 1 und 5 m Höhe gejagt werden, häufig auch in gemischten Jagdgemeinschaften.
Zur Brutzeit und zum Nest liegen bislang keine Informationen vor.

## Gefährdungssituation
Der Bestand gilt als nicht gefährdet (Least Concern).